# Sternenberg, Haut-Rhin
Sternenberg là một xã trong tỉnh Haut-Rhin, vùng Grand Est ở đông bắc Pháp. Xã này có diện tích 3,44 km², dân số năm 1999 là 155 người. Khu vực này có độ cao 335 mét trên mực nước biển.